# Selena Gomez & the Scene
Selena Gomez & the Scene био је амерички поп рок  бенд из Холивуда, Калифорнија . Формирана 2008. године, њен последњи састав се састојао од Селене Гомез као певачице, басисте Џои Клемента, бубњара Грега Гармана, клавијатуристе Дејна Фореста и гитаристе Друа Таубенфелда. Бенд је издао три студијска албума , седам синглова и девет музичких спотова. Њихов дебитантски албум, Kiss & Tell , објављен је 29. септембра 2009. године, а дебитовао је на 9. месту на америчком Билборд 200-у , а бенд је добио златну потврду од Америчког удружења дискографских кућа (РИАА) у марту 2010. Други сингл са албума, "Naturally", достигао је тридесет најбољих у САД-у, као и првих двадесет на Новом Зеланду, Великој Британији, Ирској, Канади и Немачкој. Песма је сертификована Платинум у САД-у и Канади. Од 2012. године, Kiss & Tell је продао више од 900.000 примерака у САД-у
Други албум бенда, A Year Without Rain, објављен је 17. септембра 2010. године, а дебитовао је на 4. месту на америчком Билборд-у 200 , а бенд је добио други РИАА Голд сертификат у јануару 2011. године. Два сингла су објављена са албума "Round & Round" и "A Year Without Rain". Од 2012. године, албум је продат у преко 800.000 примерака у САД-у
Трећи албум бенда, When The Sun Goes Down , објављен је 28. јуна 2011,  дебитирајући на број 4 на америчком Билборд 200-у . Његов први сингл "Who Says" добио је своју радио премијеру у емисији Оn Air With Ryan Seacrest 8. марта 2011. године, након чега је уследила премијера музичког видеа на Дизни каналу 11. марта. Песма је сертифкована Платинум у САД-у. Други сингл с албума "Love You Like A Love Song" објављена је 17. јуна 2011. и цертифициран је 4к Платинум у САД-у. Трећи и посљедњи сингл с албума "Hit The Lights".  Бенд се распустио када је Гомез почео да се фокусира на своју глумачку каријеру и соло музичку каријеру.
Група је освојила бројне награде и признања од њиховог дебија. Освојили су укупно четири награде Поптастиц, укључујући награду за најбољи дуо или групу. Бенд је такође номинован за пет награда на MuchMusic Video Awards,  и две MTV Europe Music Awards.  Године 2011. бенд је освојио прву награду People Choice's за Breakout Group. Године 2012, "Love You Like A Love Song" номинована је за MTV Video Music Awards, дајући бенду своју прву VMA номинацију.  Група је такође освојила укупно шест Тин Чојз награда од 2010. године, укључујући Choice Music: Group и Choice Music: Love Song за "Love You Like A Love Song". 

## Историја

### 2008–2009: Формирање
Гомезова је први пут објавила планове о формирању бенда 2008. године, наводећи Парамор као инспирацију за одлуку.  У интервјуу са Жеклин Веном из МТВ Вести, Гомезова је рекала: "Ја ћу бити у бенду. Нећу бити соло уметник... Не желим да ми буде додато његово име. Ја ћу певати... "  Гомезова је касније на Твитеру објавила да ће њен бенд бити назван Сцена,  "иронични јаб" људи који су Гомезову назвали "ванаби сценом".  Гомезова је изјавио да њена музичка кућа, Холивуд Рекордс, није хтела да она има бенд због Гомеза који већ има "базу фанова", наводећи је да именује бенд Селена Гомез и сцену како би и сама и етикета били сретни.   У интервјуу за З100 Њујорк, Гомезова је изјавила да је бенд формиран кроз дугачак и исцрпљујући процес аудиције,  говорећи: "Волела бих све момке у бенду. Тражим некога ко је веома страствен према музици и може да ми покаже да могу да избије. Волим да се људи са мном ослањају и пишу са и да се забављају. "
У оригиналној постави бенда Гомез на вокалима, Етхан Робертс на водећој гитари и пратећи вокали, Грег Гарман на бубњевима, Јоеи Цлемент на бас гитари, и Ницк Фокер на тастатури и пратећи вокал. Гомез је објавио видео снимак аудиције и интервјуа за чланове бенда као четврту епизоду серије влог на њеном званичном ИоуТубе каналу под називом Ундер Прессуре . Убрзо након формирања бенда, Фокер је отишао из непознатих разлога и замијенио га је Дане Форрест.  Током наступа уживо за УНИЦЕФ 2012. године, Гомез је потврдио да ће Етхан Робертс напустити групу како би провео соло пројекте, са Гомезом који му жели срећу.   Исте године је замењен Древ Таубенфелдом, иако Таубенфелд не пружа пратеће вокале као што је Робертс урадио.   Група је такође представила разне резервне певаче током турнеје, укључујући и звезду ИоуТубе Цхристина Гриммие, која је 2010. године била на турнеји са Гомез & тхе Сцене.  

### 2009–2010:Kiss & TellиA Year Without Rain
Деби студијски албум, Кисс & Телл , објављен је 29. септембра 2009. године. Укључује сарадњу са писцима и продуцентима као што су Гина Сцхоцк из Го-Го и Роцк Мафиа . Претежно поп роцк албум, Кисс & Телл такође укључује комбинацију других стилова, укључујући плесну музику .  Пореди са издањима од колега Диснеи звезда Милеи Цирус и Деми Ловато ,  срео са мешовитим пријема, са неким критичарима хвалили албум за "забаву" природе, и других који критикују вокални наступ Гомез је.    Кисс & Телл је дебитовао на броју 9 на Биллбоард 200 у САД-у.  Касније је у земљи цертифицирано злато за продају преко 500.000 примјерака.  Била је успјешна и на другим територијама, ушавши у Топ 10 у Грчкој и Пољској,  као и ушавши у Топ 20 у Уједињеном Краљевству.  Да би промовисао албум, Гомез & тхе Сцене направио је бројне телевизијске представе на емисијама као што су девети сезон Данцинг витх тхе Старс ,  Тхе Еллен ДеГенерес Схов ,   Лате Нигхт витх Јимми Фаллон ,  и Дицк Цларкова новогодишња Роцкин 'Ева са Риан Сеацрестом  међу осталим емисијама. Бенд је такође промовисао албум уз концертну турнеју, Селену Гомез и сцену: Ливе ин Цонцерт .  Група је такође допринела Диснеијевом албуму Алл Враппед Уп Вол. 2 . ЕП укључује насловницу групе "Винтер Вондерланд", као и божићне корице других успешних уметника. 
Главни сингл групе, " Фаллинг Довн " је имао мањи комерцијални успех, достигавши број 82 на Биллбоард Хот 100 ,     . Визардс оф Ваверли Плаце: Тхе Мовие , 28.08.2009. Сингл је описан као "поп-роцк" Билла Ламб-а из Абоут.цом-а,  док га је Дигитал Спи упоредио са музиком коју је издао амерички певач Пинк .  Њихов сингл "Фаллинг Довн" представљен је на Радио Диснеи Јамс, Вол. 12 , заједно са песмама других популарних извођача. Јамс 12 је званично објављен 30. марта 2010.  Други сингл са албума "Натуралли" објављен је 11. децембра 2009. године уз музички спот за дигитално преузимање. Музички спот снимљен је 14. новембра 2009. године, а премијерно је приказан на Диснеи Цханнел-у након премијере Божићног одмора Пхинеас и Ферб 11. децембра 2009. године. Сингл је дебитовао на броју 39, а касније је достигао број 29 на Биллбоард Хот 100 и достигао је бројку 18 на Цанадиан Хот 100 . То је највећи хит бенда до сада и први топ 40 хит који је победио свој први сингл "Фаллинг Довн" и њихов први број 1 на Биллбоард Хот Данце Цлуб Сонгс цхарту.  "Натуралли" је имао највиши врх у Мађарској, гдје је достигао број 4 на љествици синглова, постајући први топ пет хитова било гдје у свијету. 15. јула 2010, сингл је добио цертификат Платинум од РИАА за продају од 1.000.000 у САД-у. 
Након успеха Кисс & Телл-а , рад на другом студијском албуму бенда почео је 2010. године. Готов производ, Година без кише , објављен је 17. септембра 2010.  Албум наставља данце-поп / елецтропоп стил групног хит сингла "Натуралли". "Мислим да смо хтели да урадимо нешто мало забавно." Хтели смо да направимо техно вибру “, рекла је певачица Селена Гомез. Гомез је рекао у интервјуу за З100 Нев Иорк  да ће имати неке песме које се нису појавиле на првом албуму и да ће остатак бенда бити много више укључен у њега. У интервјуу за МТВ, Гомез је рекао: "Стварно сам поносан на овај рекорд, веома је различит, и некако показује [наш] раст мало у музици. . . Мислим да је текст на неки начин моћнији. " Рекорд је био посвећен њеним навијачима да им се захвале на подршци.  Он је дебитовао на америчком Биллбоард 200-у на броју 4 са продајом од нешто више од 66.000, једва продајући више од Кисс & Телл-а .  Слично као и претходни албум групе, година без кише је добила злато од РИАА за продају преко 500.000 примерака у САД-у.  Албум је добио мешовите позитивне критике где су неки приметили да Гомезови вокали садрже Ауто-Туне ефекат.  Два сингла у рекорду добијају умерени успех.   Први сингл, "Роунд & Роунд", премијерно је приказан 18. јуна 2010.  Пратећи музички спот, снимљен у Будимпешти, премијерно је приказан два дана касније.  Сингл је објављен 22. јуна 2010. године. Пјесма је у Сједињеним Америчким Државама цертифицирана од стране Удружења сниматељске индустрије Америке за пошиљке од 500.000 примјерака.  Он је дебитовао на броју 24 на Биллбоард Хот 100 и 76 на Цанадиан Хот 100. Такође је дебитовао на броју 15 на Биллбоард Хот Дигитал Сонгс листи  и на броју 47 у Великој Британији. Други сингл и насловна песма албума "А Иеар Витхоут Раин" објављена је 7. септембра 2010. године. Музички спот премијерно је приказан 3. септембра 2010. године, након светске премијере Цамп Роцк 2: Тхе Финал Јам . Шпанска верзија "Године без кише" ("Ун Ано Син Ллувиа") објављена је три мјесеца након енглеске верзије. 13. јула Селена Гомез и пјесма Сцене " Ливе Лике Тхере Тхере Но Томорров " објављена је као сингл из филма Рамона и Беезус .  Песма је такође песма на А Иеар Витхоут Раин .   Упркос успеху филма, песма није успела да се нађе ни на једној од главних мапа широм света. Од 2012. године, албум је продат око 609.000 примјерака у САД-у, према Биллбоард-у . 
Албум и каснији синглови промовисани су углавном путем телевизијских наступа и концертних турнеја, слично као код претходног албума. Гомез & тхе Сцене је извео "Роунд & Роунд" уживо на емисијама као што су Америца'с Гот Талент ,  Блуе Петер ,  Даибреак ,  и МТВ Тхе Севен ,  док су изводили "Годину без кише" на Добро јутро Америка , Еллен ДеГенерес Схов ,  и Лопез Тонигхт међу осталим емисијама.  27. октобра 2010. бенд је свирао акустични сет за добротворне сврхе ( УНИЦЕФ ). Они су такође били део Јингле Балл турнеје током децембра.  Године 2011. бенд је извео "Годину без кише" и освојио је фаворита на додели награда Пеоплес Цхоице, против Јустина Биебера .  Албум је додатно промовисан кроз групу А Иеар Витхоут Раин Тоур, која је била и критички и комерцијално успешна. Током интервјуа иза кулиса, Гомез је приметио да је осмислила турнеју до фазе и продукције и обећала невероватан схов са "епском" сценом за 2011. 

### 2011–2013:When The Sun Goes Downи хијатус бенда
Дана 15. фебруара 2011. године, Холивуд Рекордс је потврдио да је нови албум у раду.   Иако је албум првобитно назван Отхерсиде ,  касније је промењен у Вхен тхе Сун Гоес Довн .  албум је објављен 28. јуна 2011.  Албум се проширио на поп и плесне елементе пронађене на последњем албуму бенда, и има више електропоп и синтхпоп звука.    Албум такође истражује органску инструментацију.  Звук албума је упоређен са недавним издањима уметника као што је Келли Цларксон међу осталима.  Када је Сун отишао на сцену, писали су кредите писаца и продуцената као што је поп икона Бритнеи Спеарс ,  поп певачица Кати Перри ,  и Роцк Мафиа, између осталих. Албум је примио различите критике  другом једном пријему 4к Платинум сертификацију у албума из РИАА,.   записнику дебитовао на броју 4 на Биллбоард 200 са продајом од 78.000 примерака у првој недељи издање.   Ово је обиљежило највишу продају прве седмице бенда до сада, а продали су прва два албума за скоро 12.000 примјерака.  Од 2012. године, када Сун иде доле , продала је процијењених 642.000 примјерака само у САД-у. 
Први сингл албума "Вхо Саис" имао је своју светску премијеру " Он Аир" са Риан Сеацрестом 8. марта. Пратећи музички спот, који је режирао Цхрис Апплебаум, премијерно је приказан на ВЕВО 11. марта.  Сингл слиједи у низу других синглова о самооснажењу као што је " Фиреворк " Кати Перри , " Фуцкин 'Перфецт " од Пинк , и " Борн Тхис Ваи " од Лади Гага .  "Вхо Саис" је био критички успех, али је био успешан само у САД, прима умерено успех широм света, постаје највећи вршне песму бенда на Хот 100 графикон до сада, где је достигла врхунац у броју 21.  Песма је такође била цертифицирана од стране РИАА, што је њихов други сингл за постизање овог подвига.  28. маја, Гомез је објавио на свом званичном Твиттеру да ће једна од песама са албума " Банг Банг Банг " бити објављена као део одбројавања иТунес албума 7. јуна 2011.  Гомез је касније у интервјуу најавио да ће други сингл са албума бити " Лове Иоу Лике а Лове Сонг ".  Пјесма је служила савременом радио емитовању 16. августа 2011. у Сједињеним Државама.  Сингл је касније постао најуспешнији сингл у САД-у до данас, када је достигао бројку 22 на топ 100 листи, што је њихов други највиши сингл до данас.  Песма је постала њихов најбољи сингл на листи Поп Сонгс на основу радио емитовања, где је достигла број 6.  Сингл је касније сертификован 4к Платинум у САД, што га чини првом песмом бенда за постизање овог подвига.  " Хит тхе Лигхтс " је објављен као трећи и последњи сингл у 2012. години, али није успео. Дана 23. марта 2011. године, Холливоод Рецордс је објавио " Ве Овн тхе Нигхт Тоур" , који је почео 24. јула 2011.  
У јануару 2012, Гомез, саопштио је бенд био на паузи и да неће објавити нови албум у 2012.  То је касније потврђено када је Гомез на својој Фацебоок страници објавио да се одмара од музике како би се фокусирала на своју глумачку каријеру, пишући "Мој бенд и ја идемо својим одвојеним путевима неко вријеме. Ова година је све о филмовима и глуми и желим да мој бенд свира свуда са ким. Вратићемо се, али то ће бити добар тренутак. "  22. јула 2012, Селена Гомез и сцена освојили су "Цхоице Мусиц: Гроуп" по трећи пут заредом на 2012 Теен Цхоице Авардс .  19. јануара 2013. године, Селена Гомез & Тхе Сцене извела је свој завршни наступ на УНИЦЕФ-овом Акустичном добротворном концерту 2013, чији је домаћин био Гомез са умјетницима Бриџит Мендлер , Ноах Гутхрие и Нат и Алек Волфф .  Од 2018. године, бенд се није реформисао да би издао нови материјал, а Гомез се фокусирао искључиво на своју соло каријеру.

## Чланови
Завршни састав
- Селена Гомез - главни вокал (2008–2013)
- Грег Гарман - бубњеви [105] (2008–2013)
- Џои Клемент - бас гитара [106] (2008–2013)
- Дру Таубенфелд - водећа гитара (2013)
- Дејн Форест - клавијатуре (2008–2013)

Бивши чланови
- Ник Фокер - клавијатуре, пратећи вокали [107] (2008–2009)
- Итан Роберт - главна гитара, пратећи вокали [108] (2008–2012)

Чланови на турнеји
- Линдзи Харпер - пратећи вокали (2010–2013)
- Кејтлин Клампет - пратећи вокали (2011–2013)
- Ешли Хани - пратећи вокали (2011)
- Кристина Грими - пратећи вокали (2010–2011)

## Дискографија
- Kiss & Tell (2009)
- A Year Without Rain (2010)
- When The Sun Goes Down (2011)

## Турнеје
- Live in Concert (2009–2010)
- A Year Without Rain Tour (2010–2011)
- We Own The Night Tour (2011–2012)